# Эмперсдорф
Эмперсдорф (нем. Empersdorf) — коммуна (нем. Gemeinde) в Австрии, в федеральной земле Штирия. 
Входит в состав округа Лайбниц.  Население составляет 1299 человек (на 31 декабря 2005 года). Занимает площадь 14,17 км². Официальный код  —  61007.

## Политическая ситуация
Бургомистр коммуны — Алойс Баумхакль (АНП) по результатам выборов 2005 года.
Совет представителей коммуны (нем. Gemeinderat) состоит из 15 мест.
- АНП занимает 9 мест.
- СДПА занимает 6 мест.